# Chaguaramas
Chaguaramas è un comune del Venezuela situato nello Stato del Guárico.
Il capoluogo del comune è la città di Chaguaramas.